# رباط یاغمیش
رباط یاغمیش (یغمیش) مربوط به دوره صفوی است و در شهرستان صدوق، شمال غرب ندوشن واقع شده و این اثر در تاریخ ۹ اردیبهشت ۱۳۸۲ با شمارهٔ ثبت ۸۵۵۸ به‌عنوان یکی از آثار ملی ایران به ثبت رسیده است.